# 金子大輔
金子 大輔（かねこ だいすけ、1980年4月17日 - ）は、日本のオートレース選手。千葉県出身。29期、浜松オートレース場所属。

## 選手データ
- プロフィール
  - 選手登録 2004年7月26日
  - 身長　170.5cm
  - 体重　62.7kg
  - 血液型　O型
  - 趣味　マリンスポーツ・野球

- 戦歴 
  - 通算優勝回数:49回
  - グレードレース(SG,GI,GII)優勝回数:11回
  - 全国区レース優勝回数:4回（SG3回・プレミアムカップ1回）
  - SG優勝回数:3回
  - GI優勝回数:5回
  - GII優勝回数:3回
  - 全国競走成績第1位:2回

- 受賞歴
  - 優秀選手賞:2回
  - 優秀新人選手賞:2回
  - 日本プロスポーツ大賞・新人賞:1回
  - 第29期選手養成所　優秀賞
  - 日刊三賞・敢闘賞:2回

## 略歴
- 2004年
  - 7月26日、選手登録。（同期に青木治親、佐藤貴也など）第29期選手養成所優秀賞を受賞。
  - この年の優秀新人選手賞を受賞。
- 2005年
  - この年の優秀新人選手賞を受賞。
- 2006年
  - この年の日本プロスポーツ大賞・新人賞を受賞。
- 2008年
  - 8月12日、K-MIX杯GIIジェネレーションズカップ（浜松）にて記念初制覇。競走車名「イヌドッグ」、競走タイム3.405。
- 2011年
  - 9月19日、オッズパーク杯・SG第15回オートレースGP（伊勢崎）でSG5回目の優出で念願のSG初優勝。競走車名｢Rマキロイ｣、競走タイム3.545。この年は54,932,535円を獲得して浦田・高橋・永井に次いで賞金ランキング4位に躍進。
- 2012年
  - 1月11日、楽天銀行杯・開場35周年記念GIシルクカップ争奪戦（伊勢崎）で優勝し、初のGIを獲得。競走車名｢Rマキロイ｣、競走タイム3.364。
- 2013年
  - 11月27日、GII若獅子杯争奪戦（山陽）で優勝。競走車名｢Rマキロイ｣、競走タイム3.881。
- 2014年
  - 9月15日、第57回GIダイヤモンドレース（飯塚オートレース場）優勝。競走車呼名は「Jジョーンズ」、競走タイム3.414。
- 2015年
  - 2月11日、SG第28回全日本選抜オートレース（浜松）優勝。競走車呼名は「Jジョーンズ」、競走タイム3.386。
  - 6月21日、GIプレミアムカップオートレース（山陽）優勝。競走車呼名は「Jジョーンズ」、競走タイム3.373。
  - 10月12日、第57回GI秋のスピード王決定戦（浜松）優勝。競走車呼名は「Jジョーンズ」、競走タイム3.368。
- 2018年
  - 1月28日、GII若獅子杯争奪戦（山陽）で優勝。競走車名｢Rマキロイ1｣、競走タイム3.549。
  - 11月25日、第62回GI開設記念レース（飯塚）で優勝。競走車名｢Rマキロイ1｣、競走タイム3.375。
- 2024年
  - 2月25日、SG第37回全日本選抜オートレース（川口）で優勝。競走車名「サンクチュアリ」、競走タイム3.547。

## 戦法
- 若手とは思えない29期屈指の冷静な捌きが持ち味。スタート速攻型が多い現在のオートレース界においては少数派だが時にSGクラスが揃うレースで捌き切って１着を取ることもあり、そのセンスは非常に高い。

## 近況
- 2009年度前期適用ランクでは、全国S-16、場別浜松1位とわずか1期で浜松S1に返り咲く。
- Sランク上位は維持しているものの、2009年に入ってからは連を外すことが多く苦しいレースが続いていた。
- 2011年には、SGオートレースグランプリで優勝を果たし、好調を維持していた。
- 2012年後期適用ランクにおいて、初のS-1に君臨したが、その後はまた苦しいレースが続いていた。
- 2015年には、SG全日本選抜、GIプレミアムカップで優勝を果たし、好調を維持している。
- 2015年後期ランクでは全国ナンバー1
- 2020年6月『金子大輔応援団』を発足。